# Сави (Бенин)
Сави (фр. Savi, англ. Savy) — город и округ в Атлантическом департаменте на юге Бенина. Это административный округ, находящийся под юрисдикцией коммуны Уида.

## Топоним
Помимо названия Сави, город в колониальное время также упоминался как Саве (фр. Savé), Саби (англ. Sabee, нидерл. Sabi), Ксавье (фр. Xavier), Ажуда (порт. Ajudá) и Танвир (англ. Tanvir).

## История

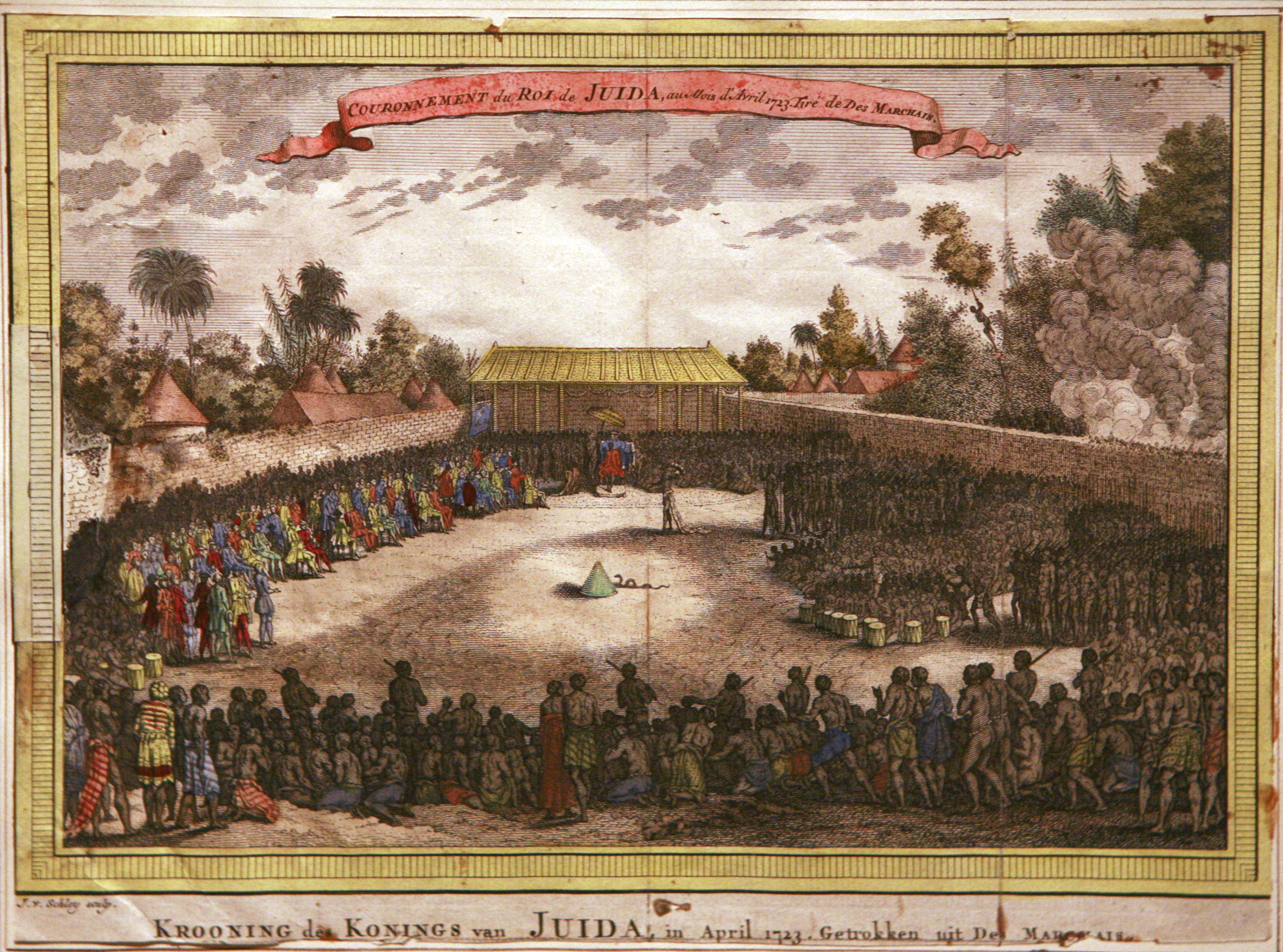
Коронация Короля Уиды в Сави, Якоб ван дер Шлей (1715—1779)

В первой половине XVI века вождь Агого (йоруба Ahoho) основал королевство Уида Саэ (фр. Ouida de Sahé) со столицей Сави. Сави являлась столицей королевства Уида вплоть до его захвата войсками Дагомеи в 1727 году в следствии внутренних конфликтов в стране. Война между Дагомеей и Уидой произходила между 1717 и 1727 годами. В то время армия Уиды под руководством короля Уффона выступали против политики короля Агаджи, направленной на безудержное завоевание территорий. Уффон был убит колорём Агаджа и стал последним королем королевства Сави после нападения 1727 года. В Сави находится священный лес Йенузун (фр. Yênouzun), который до сих пор является источником конфликта между двумя этническими группами, претендующими на его владение.

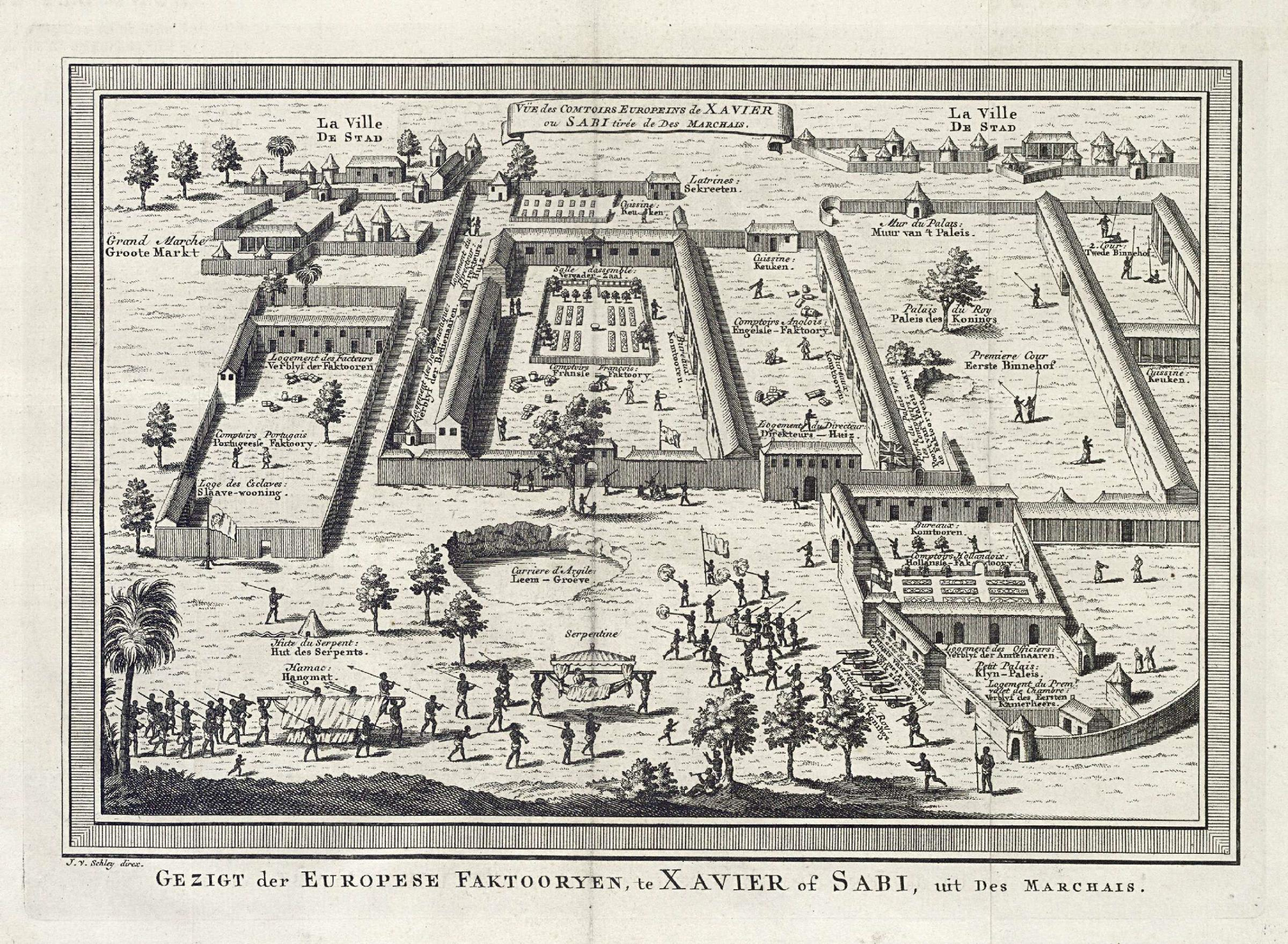
Европейские фактории у королевского дворца Сави

Во колониальную эпоху, рядом с королевским дворцом в Сави, находились британские, французские, голландские и португальские фактории. По сути, они были вовлечены в трансатлантическую работорговлю.  О городе упоминал англичанин Роберт Норрис в 1789 году в своей книге, где поселение было названо Sabee: «Саби, в тот период метрополия королевства, резиденция их (Уида) монарха и место их (Уида) торговли, имела более четырех миль в окружности. Дома, построенные из глинобитных стен, были покрыты соломенной крышей. Фабричные дома европейских торговцев были просторными, разделенными на удобные квартиры и окруженные снаружи большой галереей, выходящей на балконы. Город кишел людьми, причем настолько, что по улицам невозможно было пройти без особого труда. Каждый день проводились рынки, на которых выставлялись на продажу всевозможные товары, европейские и африканские, а также изобилие провизии всех видов.»
Сави официально стал округом коммуны Уида 27 мая 2013 года после обсуждения и принятия Национальным собранием Бенина на его сессии 15 февраля 2013 года закона № 2013-O5 о создании, организации, назначении и функционировании местных административных единиц в Республике Бенин.

## Административное деление
Сави — один из 10 округов коммуны Уида. В его состав входят 8 деревень и городских районов из 60, составляющих коммуну. К ним относятся:
- Аджоунджа-Монсо (фр. Adjohoundja-Monso)
- Ассогбену-Дао (фр. Assogbénou-Daho)
- Боссуви (фр. Bossouvi)
- Декуэну (фр. Dèkouènou)
- Минантинкпон (фр. Minantinkpon)
- Оуэйио (фр. Houéyiho)
- Сави-Уэтон (фр. Savi-Houéton)
- Уэссе (фр. Ouèssè)[14]

## Население
По данным переписи населения, проведенной Национальным институтом статистики Бенина 15 февраля 2002 года, общая численность населения округа составляла 6949 человек. По данным всеобщей переписи населения и жилья Национального института статистики Бенина в 2013 году, население Сави насчитывало 2221 домохозяйство на 9785 жителей. В этом году в городе проживало 4895 женщин и 4890 мужчин.

## Галерея

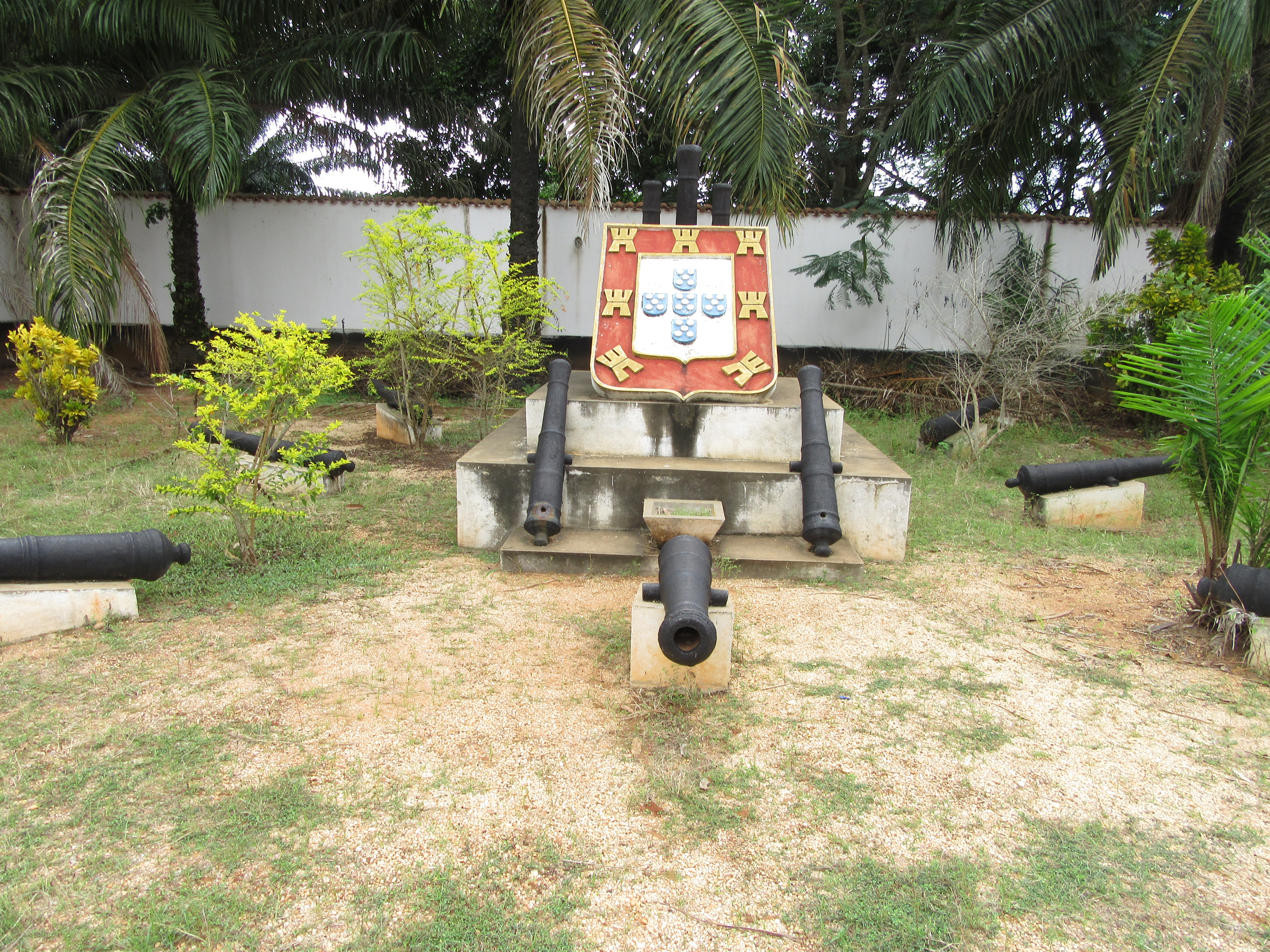
Герб Португалии в португальском форту
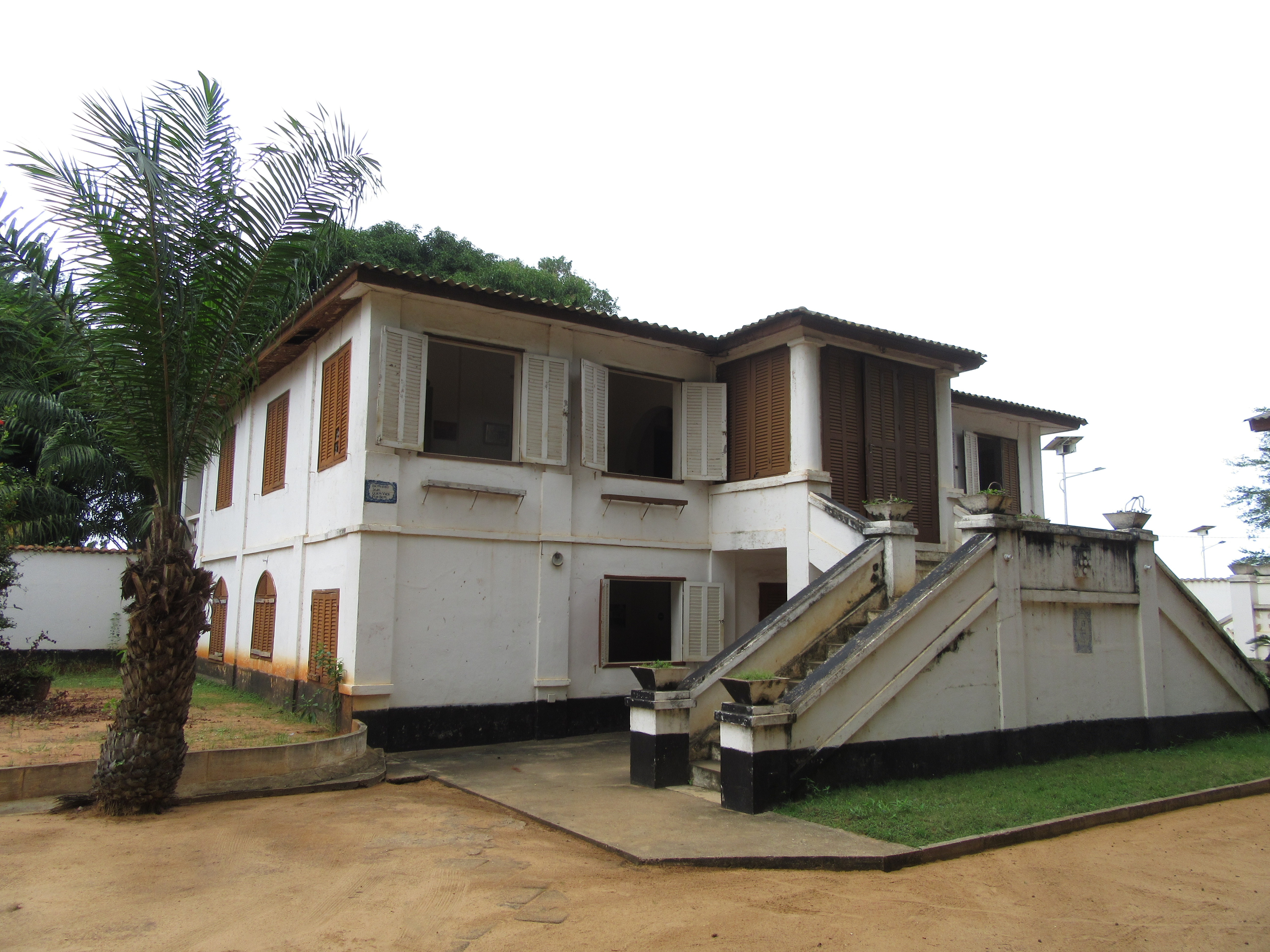
Вид спереди на португальский форт
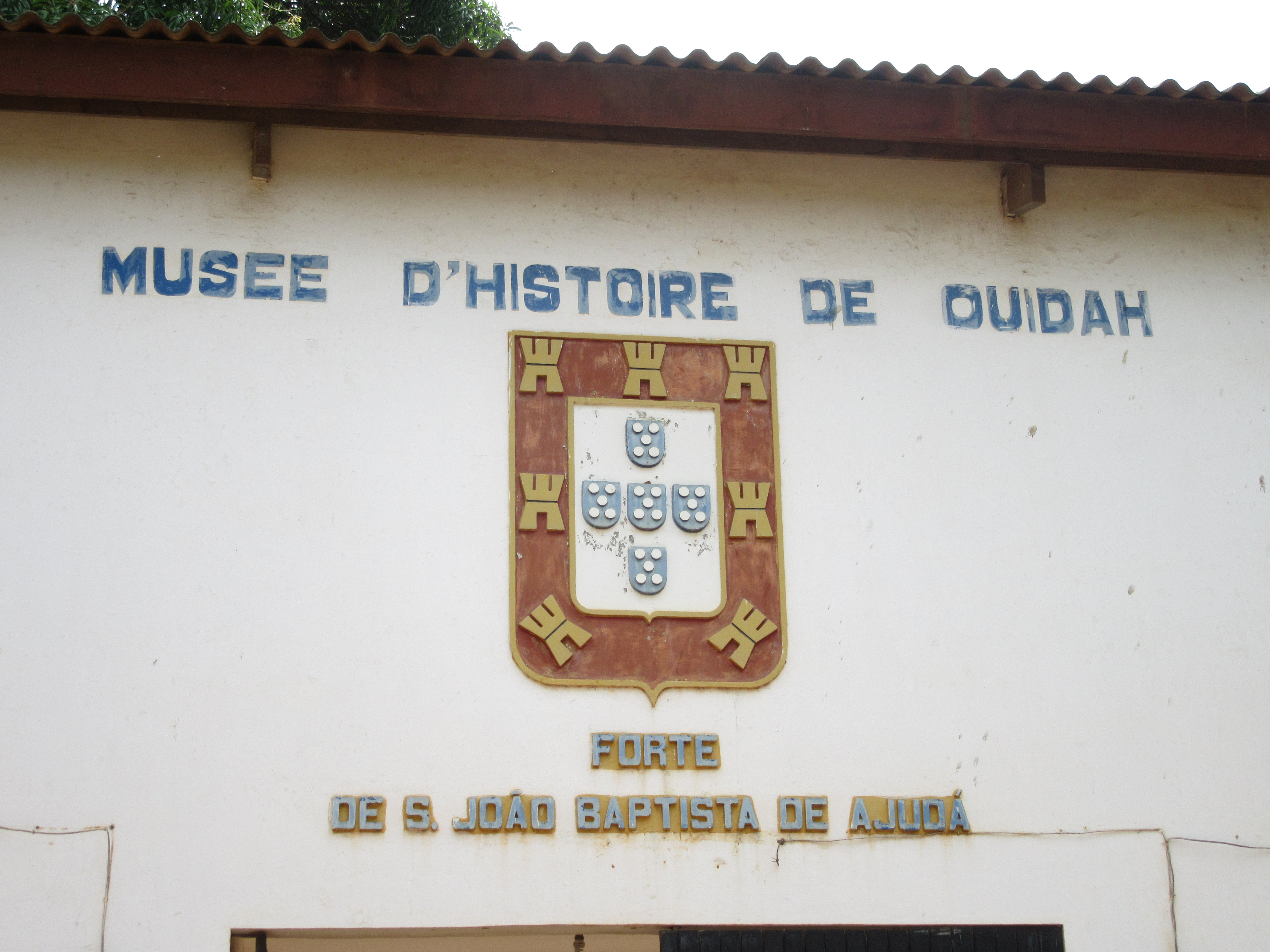
Музей истории Уиды
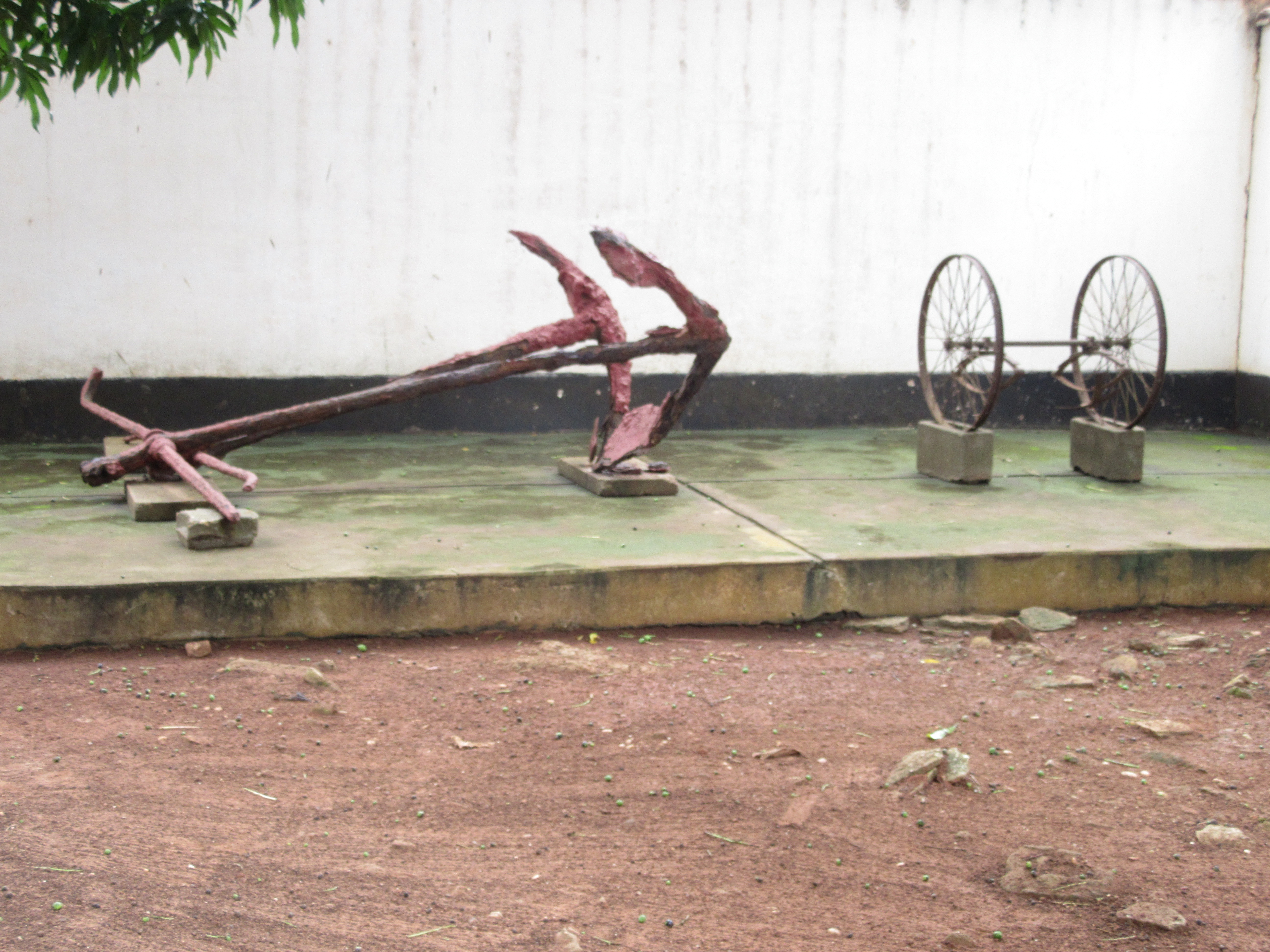
Старые якоря кораблей
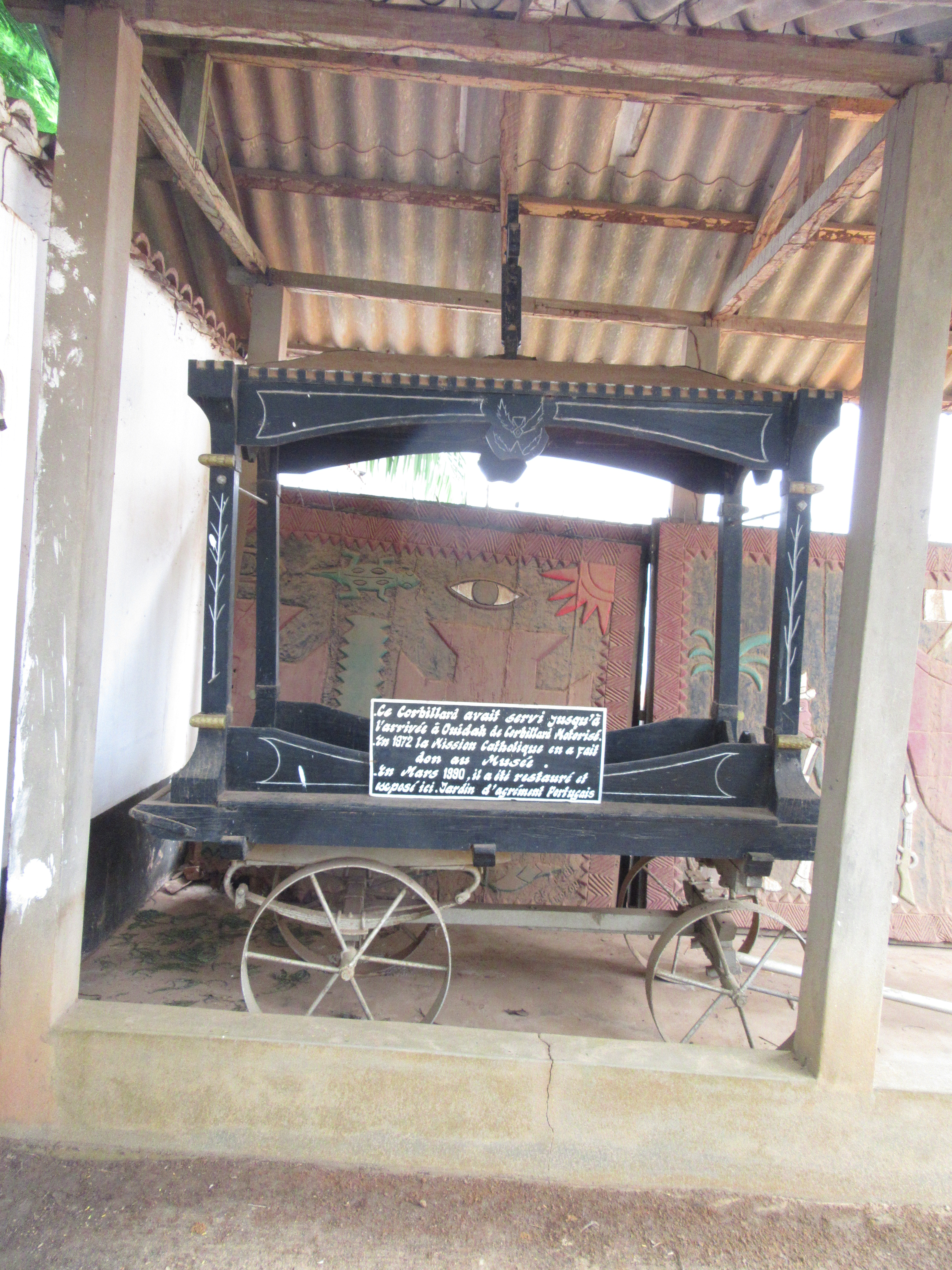
Вид на повозку в португальском форте
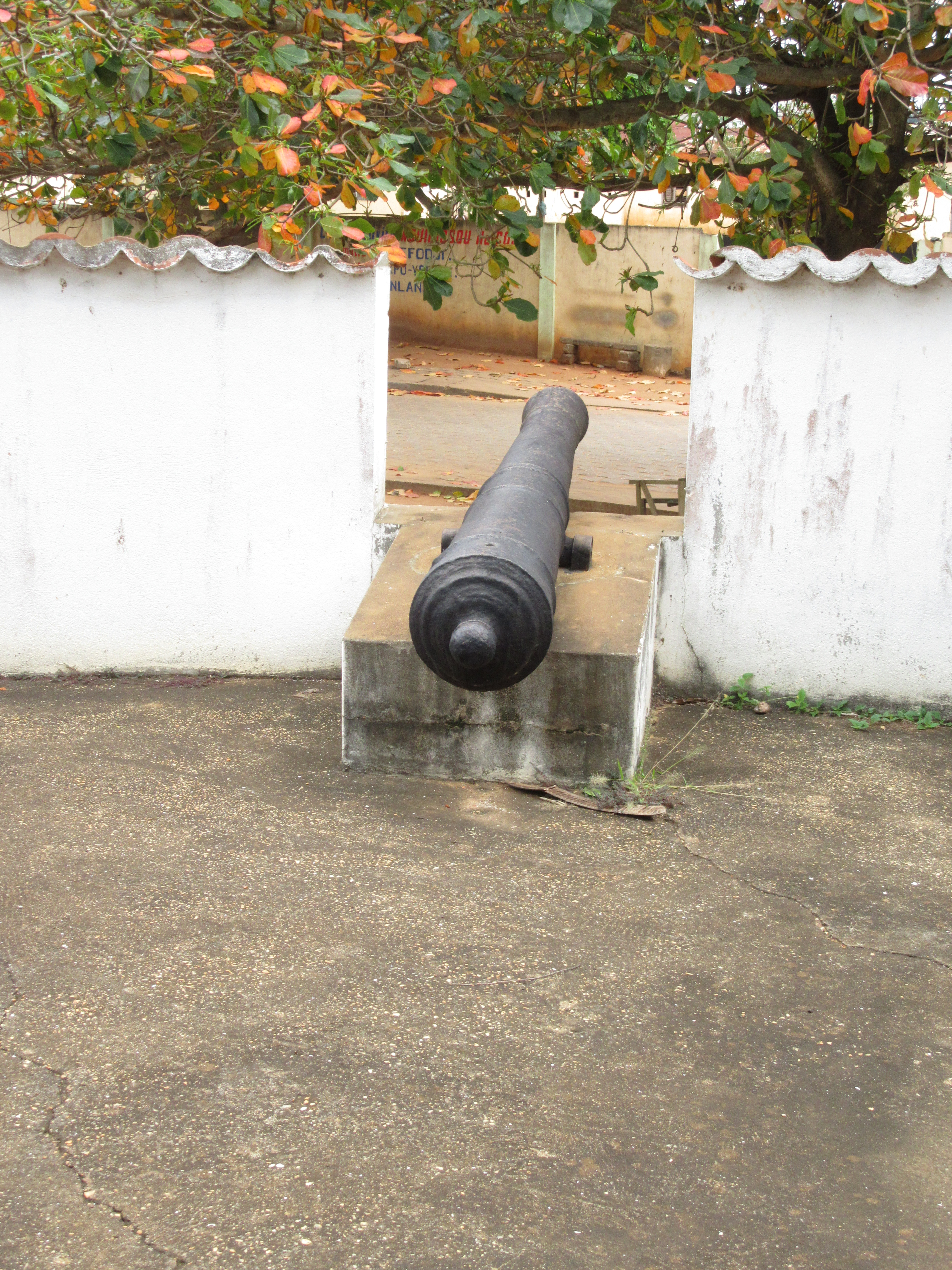
Наблюдательная пушка в португальском форте